# Say Yes to Heaven
«Say Yes to Heaven» (с англ. — «Скажи «да» небесам»; иногда упоминается как «Yes to Heaven») — песня американской певицы Ланы Дель Рей. Была написана в 2012 году и записана в следующем для альбома Ultraviolence (2014), но в итоге больше десятилетия не издавалась. В 2022 году песня набрала популярность в TikTok, а 19 мая 2023 года лейблы Interscope и Polydor издали трек как внеальбомный сингл.

## История создания и выпуск
Песня была написана в 2012 году Дель Рей и Риком Ноуэлсом, главным продюсером её альбомов Honeymoon (2015) и Lust for Life (2017). В ноябре 2013 года певица начала записывать материал для альбома Ultraviolence. В одну из тех студийных сессий была записана и «Say Yes to Heaven», наряду с «Shades of Cool», «Sad Girl», «Is This Happiness», «Fine China» и «Your Girl» (первые три попали на Ultraviolence, последние две — нет; их исключили с решением изменить звучание альбома), а также «I Can Fly» (прозвучала в фильме «Большие глаза» Тима Бёртона).
Вскоре «Say Yes to Heaven» была зарегистрирована в базе APRA AMCOS как «Yes to Heaven» с идентификационным номером «GW46389275». «Say Yes to Heaven» и «Fine China» просочились в сеть в канун католического Рождества 2016 года. По слухам, песню неоднократно перезаписывали в течение десятилетия, потому что она особенно дорога Дель Рей, и певица хотела включить её в Honeymoon, Lust for Life и последующие альбомы. В разное время над треком работали такие продюсеры, как Джеймс Форд (известен по работе с Arctic Monkeys и Florence and the Machine) и Stint. В 2017 году Лана говорила, что возможно выпустит сборник неизданных песен, намекнув, что может включить в него «Say Yes to Heaven». В 2022 году ускоренная версия трека набрала большую популярность в TikTok, с ней выпустили более 800 тысяч видео. Трендовыми стали ролики на тему поддержки близких в тяжёлые времена, авторы чаще всего использовали отрывок песни со строчкой «Я пригляжу за тобой». В The Fader писали, что трек стал чем-то вроде святого Грааля для поклонников Дель Рей, одной из её наиболее известных неизданных песен и интернет-хитом.
В марте 2023 года песня была зарегистрирована в базе PPL с идентификационным номером «GBUM71402115»; её длительность, согласно данным, составляла 3 минуты и 22 секунды, права на публикацию принадлежали Universal Music Group, а в качестве даты выпуска был указан 2023 год. Спустя два месяца, 19 мая, «Say Yes to Heaven» была выпущена как внеальбомный сингл, в день рождения бывшего партнёра Дель Рей, музыканта Джека Донахью из витч-хаус группы Salem. Поимимо обычной версии была выпущена ускоренная. Выпуск песни стал «сюрпризом для поклонников» певицы, поскольку Дель Рей заранее не объявляла об этом. На обложке сингла глаза Ланы закрыты, она сложила руки в молитве.

## Музыка и текст
В Billboard «Say Yes to Heaven» назвали «мечтательной» даунтемпо-песней с «нежными» гитарными арпеджио, большим барабаном и бубном. В Nylon обычную версию песни сравнили с колыбельной, а ускоренную — с гимном и транс-музыкой. Лирическая героиня трека уязвима: она влюблена в мужчину и ждёт, что он полюбит её в ответ и выберет быть с ней. В куплетах она рассказывает о своих действиях в ответ на действия партнёра: «Ты затанцуешь — и я тоже буду танцевать, / Если ты не будешь, я всё равно буду танцевать». Лану привлекает стабильность: она, «будто баржа в шторм», будет ждать партнёра, если он покинет её; даже если он не уверен в том, что ищет, это не сломает героиню. В припеве, когда голос Ланы приобретает хрипловатый оттенок, она сопоставляет их возможные отношения с вознесением на небеса: «Скажи „да“ небесам, / Скажи „да“ мне». Пока любовь не взаимна, героиня обречена на тоскливое ожидание. В строчке Дай миру шанс может быть отсылка к антивоенной песне «Give Peace a Chance» (1969) Джона Леннона.

## Сертиикация
| Регион | Сертификация  | Продажи   |
| --- | ------------- | --------- |
| Австралия (ARIA) | 2× Платиновый | 140 000   |
| Бельгия (BEA) | Золотой       | 20 000    |
| Бразилия (ABPD) | 3× Платиновый | 120 000   |
| Канада (Music Canada) | Платиновый    | 80 000    |
| Франция (SNEP) | Платиновый    | 200 000   |
| Италия (FIMI) | Золотой       | 50 000    |
| Новая Зеландия (RMNZ) | Платиновый    | 30 000    |
| Польша (ZPAV) | 2× Платиновый | 100 000   |
| Испания (PROMUSICAE) | Золотой       | 30 000    |
| Великобритания (BPI) | Золотой       | 400 000   |
| США (RIAA) | Золотой       | 500 000   |
| Стриминг |               |           |
| Центральная Америка (CFC) | Платиновый    | 7 000 000 |
| Греция (IFPI Greece) | Золотой       | 1 000 000 |
| Данные о продажах + прослушиваниях приведены только на основе сертификации. · Данные только о прослушиваниях приведены на основе сертификации. |               |           |